# Via Casilina
La via Casilina è una strada medievale che congiungeva Roma a Casilinum (la moderna Capua), porto fluviale dell'antica Capua (l'odierna Santa Maria Capua Vetere), riprendendo il percorso di altre due strade romane: la via Labicana e la via Latina. Inizialmente il tracciato della Casilina finiva a Labicum, prendendo il nome di via Labicana. Qui confluiva nella via Latina, giungendo quindi a Casilinum. Il nome attuale risale quindi al periodo medievale e deriva dalla località di destinazione.

## Itinerario

### Tracciato attuale

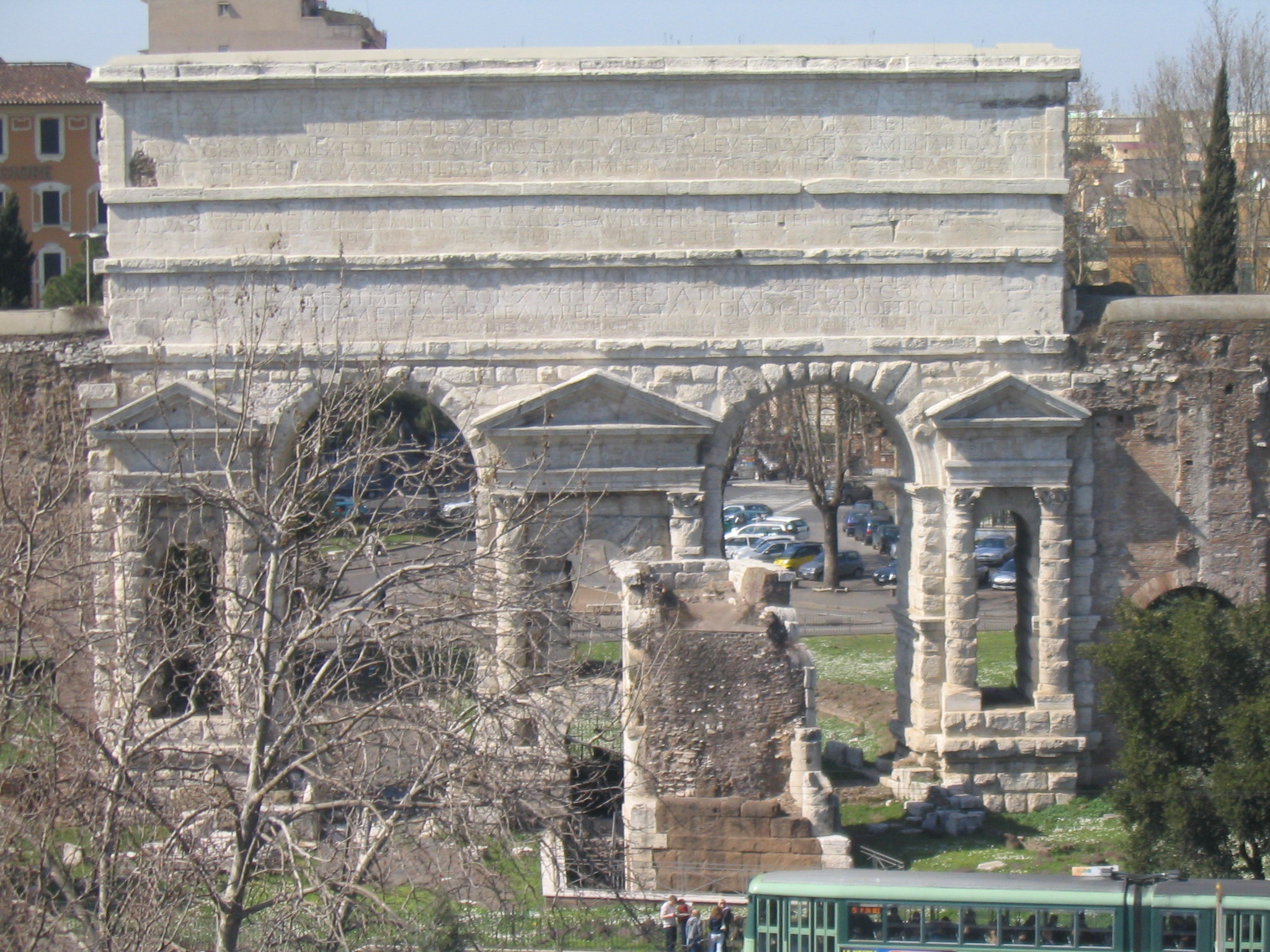
Porta Maggiore a Roma, dalla quale inizia la via Casilina, uscendo dal fornice sinistro (lato esterno).

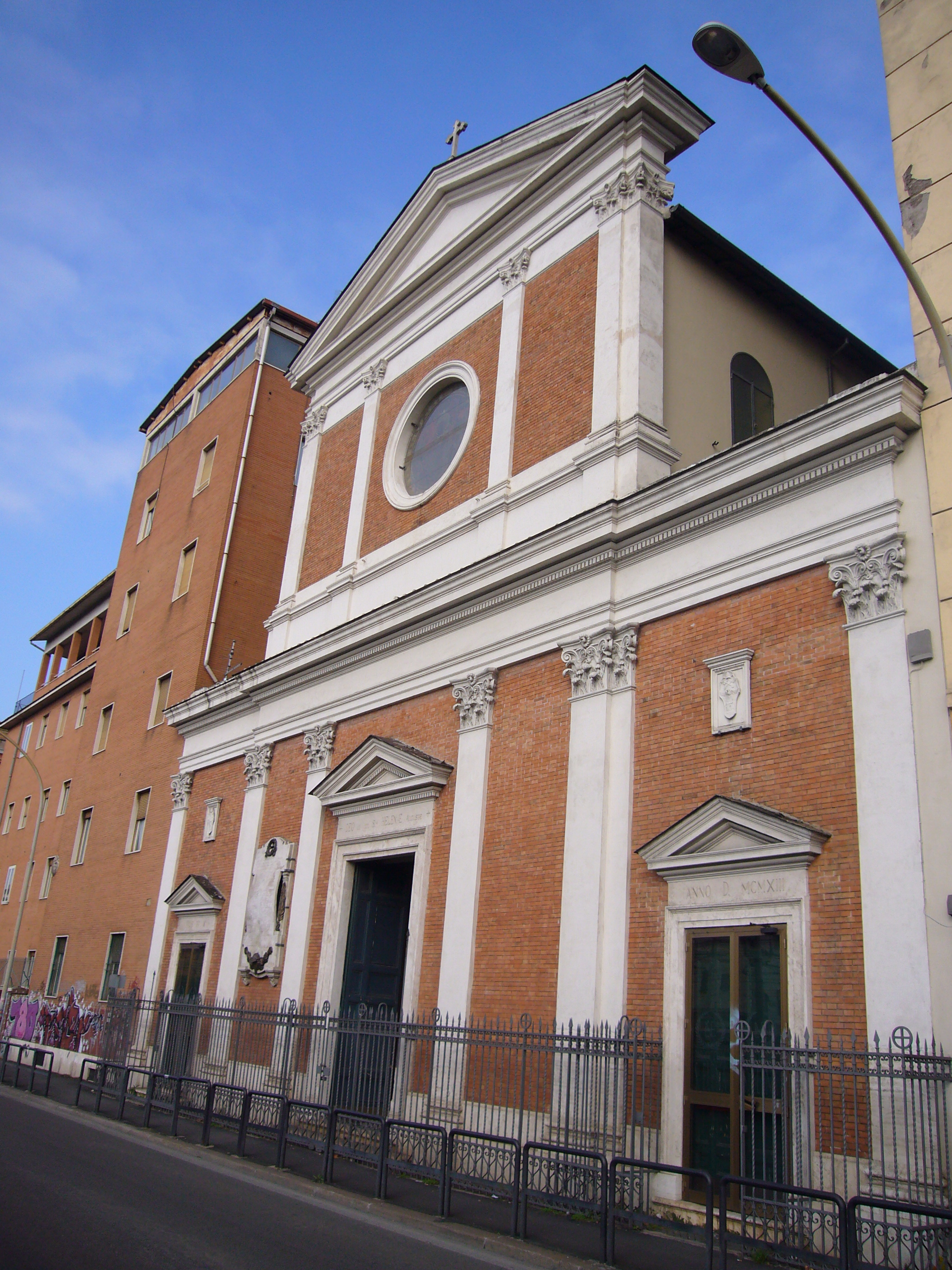
La chiesa di Sant'Elena al Pigneto, costruita sulla Casilina.

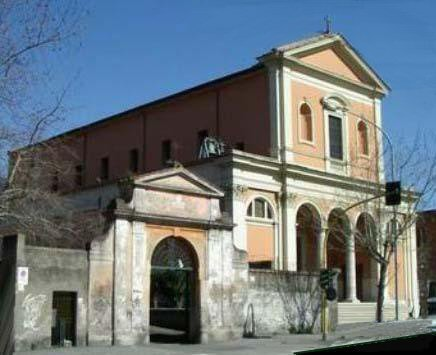
La chiesa dei Santi Marcellino e Pietro ad Duas Lauros, sotto la quale si estendono le catacombe omonime, nel quartiere Prenestino-Labicano

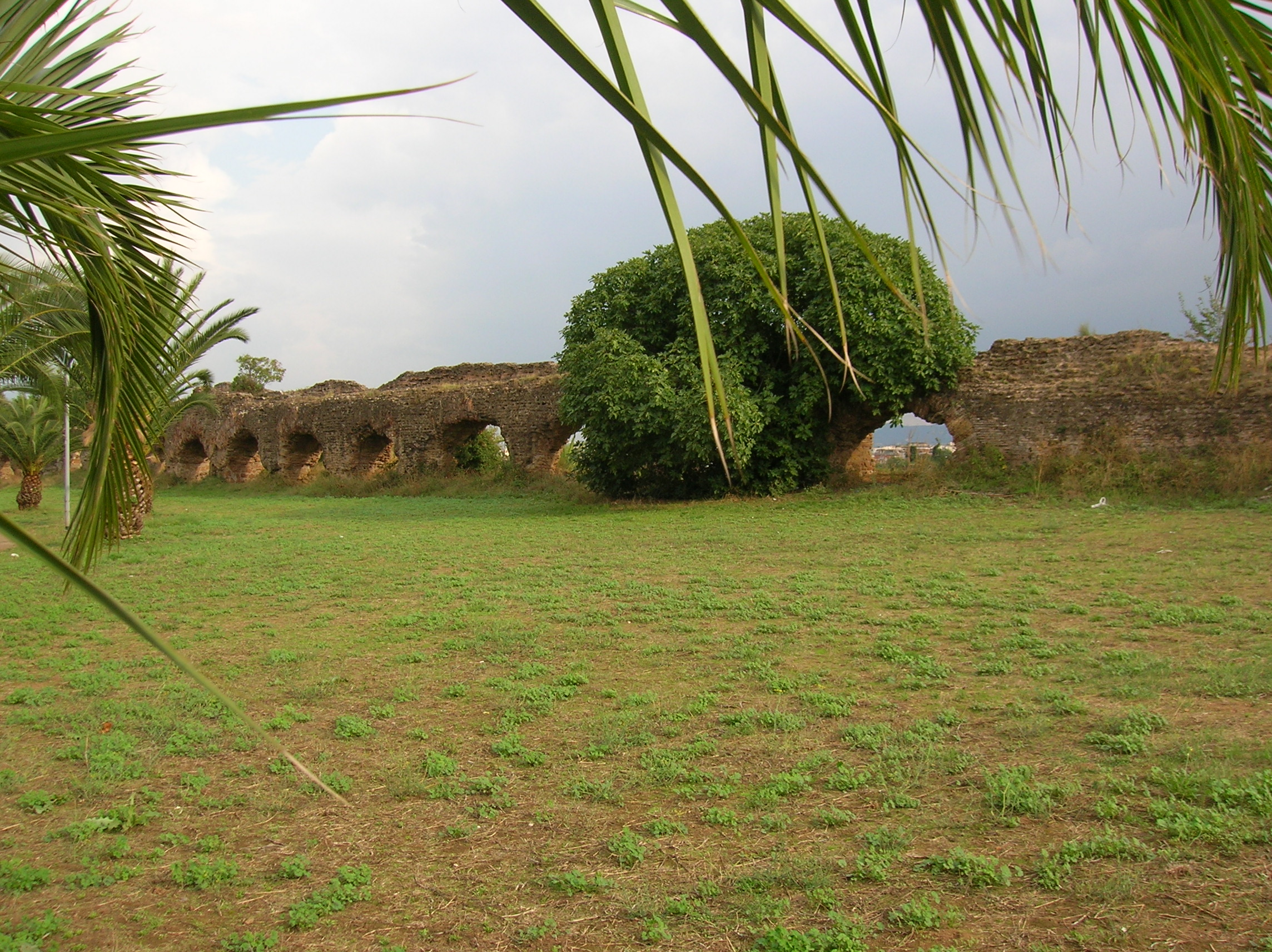
L'Acquedotto alessandrino nel quartiere omonimo, all'interno del Parco Giovanni Palatucci

L'attuale tracciato della strada statale 6 Via Casilina esce dalla Porta Maggiore a Roma e, inoltrandosi nella campagna romana, percorre dapprima la valle del Sacco, attraversando Frosinone, e poi la valle del Liri, passando attraverso il centro di Cassino; entra in Campania rimanendo nell'Alto Casertano e si congiunge con la via Appia nel comune di Pastorano in provincia di Caserta. L'attuale percorso è lungo circa 200 chilometri.

### Attraversamenti nel comune di Roma

#### Municipi e relative zone urbanistiche, frazioni e toponimi
- Municipio Roma V
  - Torpignattara (Pigneto)
  - Casilino
  - Quadraro
  - Centocelle
  - Centro Direzionale Centocelle
  - Alessandrina
- Municipio Roma VI
  - Torre Maura
  - Giardinetti-Tor Vergata (Giardinetti, Tor Vergata)
  - Torre Angela (Villa Verde, Villaggio Breda)
  - Borghesiana (Finocchio, Fontana Candida, Pantano Borghese)
- Municipio Roma VII
  - Torrespaccata

#### Quartieri e Zone
- Prenestino-Labicano
- Tuscolano
- Prenestino-Centocelle
- Alessandrino
- Don Bosco
- Torre Spaccata
- Torre Maura
- Torre Angela
- Torrenova
- Torre Gaia
- Borghesiana

### Comuni attraversati dopo Roma

#### Lazio
- Monte Compatri
- Colonna
- San Cesareo
- Palestrina
- Labico (attraverso il centro abitato)
- Valmontone (attraverso il centro abitato)
- Colleferro (nei pressi dello Scalo ferroviario)
- Segni
- Paliano
- Anagni
- Ferentino
- Frosinone (attraverso il centro abitato)
- Torrice
- Ripi
- Pofi
- Ceprano
- Arce (nei pressi della stazione)
- Colfelice (attraverso la frazione di Villafelice)
- Roccasecca (attraverso Roccasecca Scalo)
- Aquino
- Piedimonte San Germano (nei pressi del centro abitato)
- Villa Santa Lucia
- Cassino (attraverso il centro abitato)
- Cervaro (attraverso la frazione di Pastenelle)
- San Vittore del Lazio (nei pressi del casello A1 di San Vittore)

#### Campania
- San Pietro Infine 1.37 km
- Mignano Monte Lungo 9.53 km
- Conca della Campania 2.49 km
- Tora e Piccilli 4.15 km
- Marzano Appio 3.45 km
- Vairano Patenora 4.20 km
- Teano 8.65 km
- Calvi Risorta 3.72 km
- Pignataro Maggiore 3.95 km
- Pastorano 1.13 km